# Chiesanuova (San Marino)
Chiesanuova (Cisanòva in romagnolo nella variante sammarinese) è un castello della Repubblica di San Marino di 1 147 abitanti ed un'estensione di 5,46 km².

## Geografia fisica
Il castello di Chiesanuova è compreso quasi tutto nella parte sinistra dell'alta valle del rio San Marino ed è l'unico castello al da là del rio. Il punto più elevato è Lo Zoro di 511 metri d'altezza.
Confina con i castelli di Città di San Marino e Fiorentino e con i comuni italiani di Sassofeltrio (IT-RN), con l'exclave di Pieve Corena del comune di Verucchio  (IT-RN) e San Leo (IT-RN).

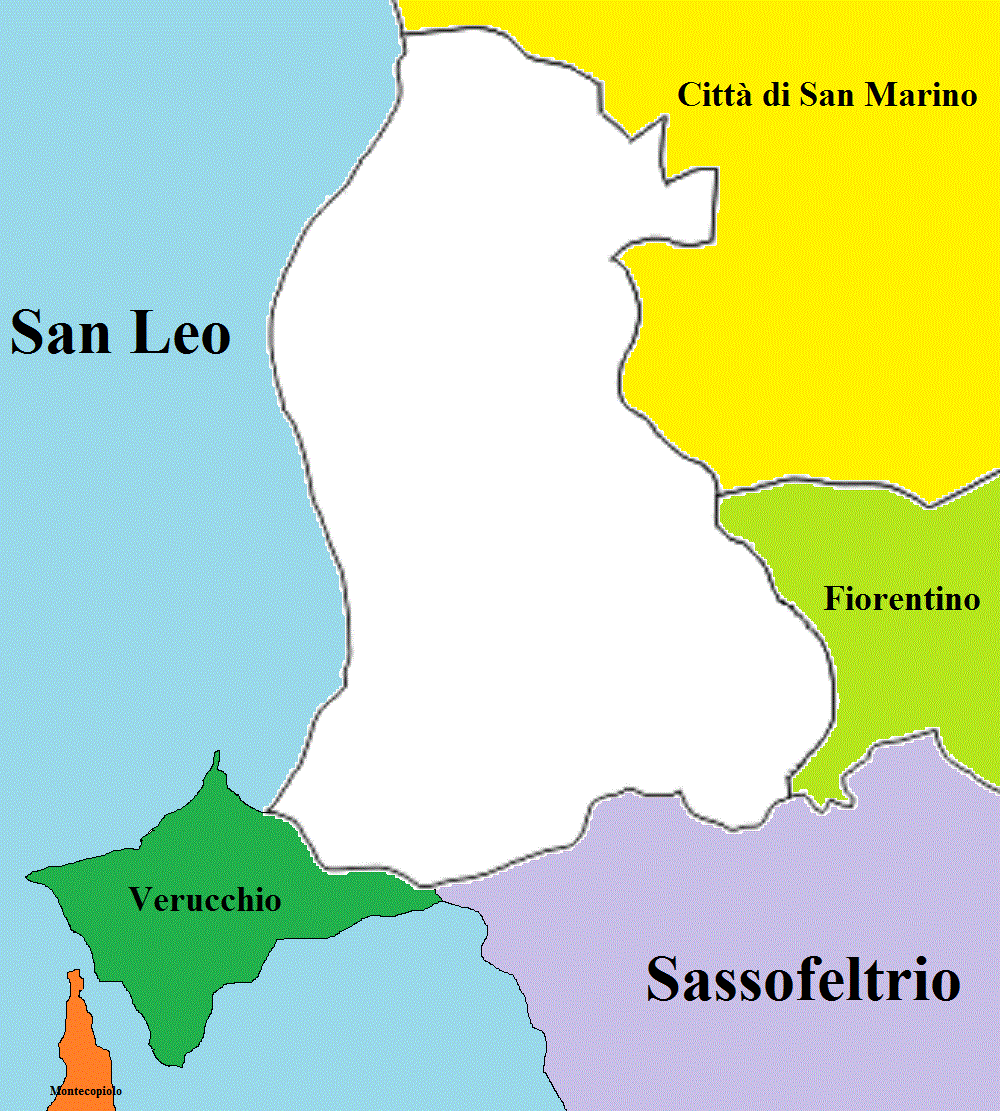
Mappa del castello di Chiesanuova con i castelli e i comuni confinanti.

## Origini del nome
L'attuale nome di Chiesanuova risale al XVI secolo quando venne ricostruita la chiesa di San Giovanni Battista in Curte, oggi non più presente.

## Storia
Originariamente nel suo territorio sorgeva il castello di Busignano. Il 10 febbraio 1320 gli abitanti scelsero volontariamente di unirsi alla repubblica di San Marino. La piazza odierna è stata concepita da Tonino Guerra e completata nel 2011. A Chiesanuova ha sede il Cinema Pennarossa, pregevole esempio d'architettura funzionalista.

### Simboli
Stemma, gonfalone e bandiera sono stati regolamentati con il decreto reggenziale del 28 marzo 1997, n. 40.
Stemma
(Art. 4 c. 8 del decreto 28 marzo 1997)
Bandiera
La bandiera è un drappo troncato di bianco e di azzurro caricato in cuore dall'arme del castello.
(Art. 2 del decreto 28 marzo 1997)

## Società

### Evoluzione demografica
Abitanti censiti

## Cultura

### Il Progetto San Marino-Sarajevo
Il 19 giugno 2002 l'artista bosniaca Šejla Kamerić in accordo con le autorità dei due paesi ha chiuso il confine tra Italia e San Marino per stigmatizzare l'isolamento della Bosnia ed Erzegovina e di Sarajevo anche dopo la fine della Guerra di Bosnia e dell'assedio della città. È stato il primo confine internazionale chiuso per motivi artisticiIl 14 luglio 2010 la Giunta di Castello, su iniziativa del Capitano di Castello Franco Santi e dell'ambasciatore sammarinese in Bosnia ed Erzegovina Michele Chiaruzzi, ha collocato una lapide monumentale a memoria del massacro di Srebrenica (Bosnia ed Erzegovina). Si tratta di uno tra i primi monumenti pubblici d'Europa dedicato a quegli eventi.

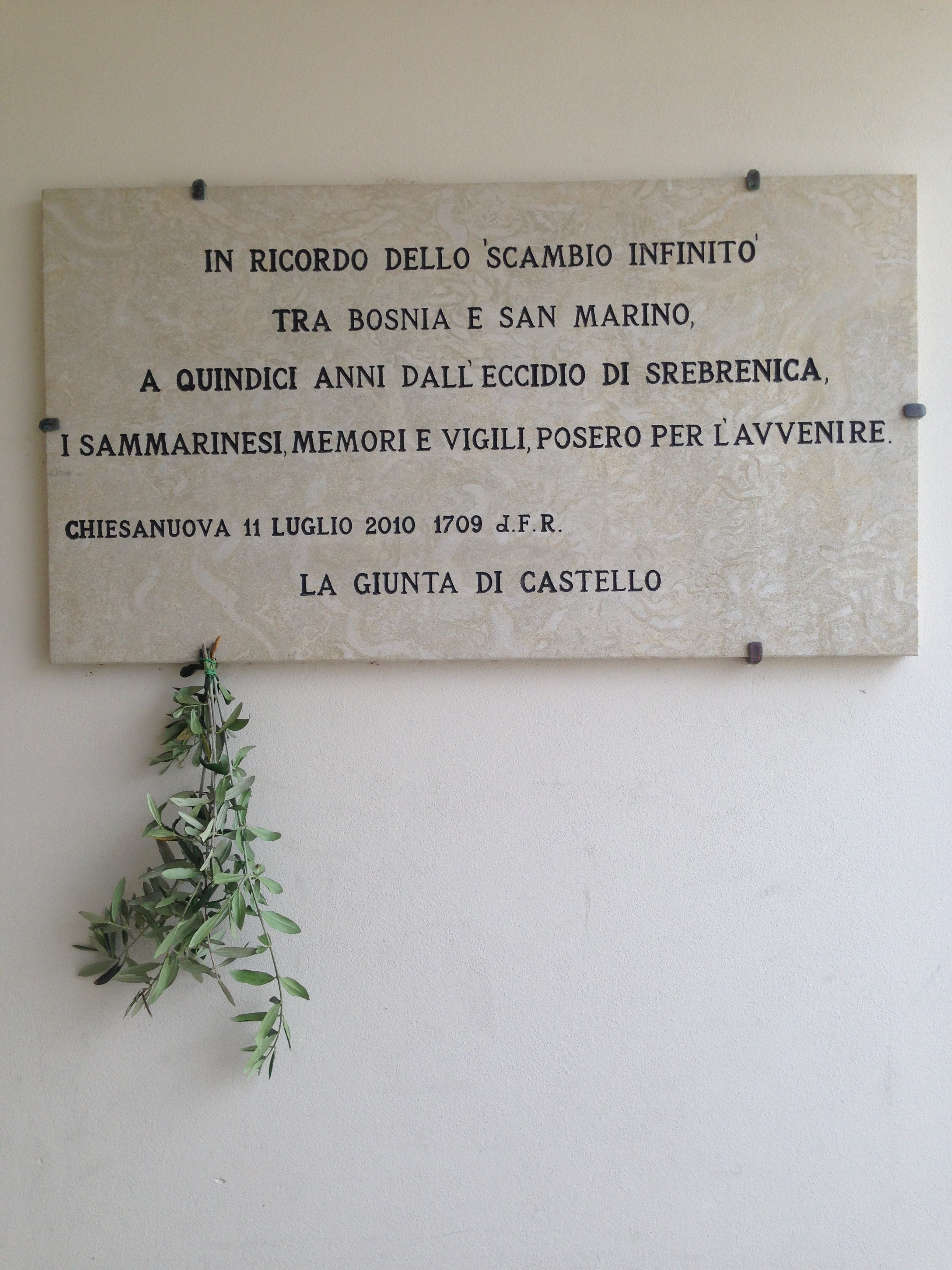
La lapide in ricordo del genocidio di Srebrenica

## Geografia antropica

### Curazie
- Caladino
- Confine
- Galavotto
- Molarini
- Poggio Casalino
- Poggio Chiesanuova
- Teglio

## Amministrazione
La casa di Castello si trova in piazza Salvatore Conti, 7.
Alle elezioni del 29 novembre 2020 è stato eletto come Capitano di Castello Marino Rosti della lista civica Chiesanuova Avanti, i seggi della Giunta di Castello sono stati ripartiti: quattro alla lista civica Chiesanuova Avanti, due a Viviamo Chiesanuova.
| Periodo          | Periodo          | Primo cittadino     | Partito                                                | Carica               | Note |
| ---------------- | ---------------- | ------------------- | ------------------------------------------------------ | -------------------- | ---- |
| 13 giugno 1999   | 30 novembre 2003 | Lorenzo Canti       | Lista civica                                           | Capitano di Castello |      |
| 30 novembre 2003 | 7 giugno 2009    | Anna Maria Muccioli | Lista civica                                           | Capitano di Castello |      |
| 7 giugno 2009    | 29 novembre 2020 | Franco Santi        | Lista civica Chiesanuova Insieme - Cittadini al Centro | Capitano di Castello |      |
| 29 novembre 2020 |                  | Marino Rosti        | Lista civica Chiesanuova Avanti                        | Capitano di Castello |      |

## Sport
Nel castello ha sede il club calcistico della S.S. Pennarossa che conta la partecipazione ai preliminari di Coppa UEFA nel 2004-2005.

Inoltre nel Campo sportivo di Chiesanuova gioca le sue partite il Rugby Club San Marino che ha sede a Domagnano.